# Julio Velarde
Julio Emilio Velarde Flores (Lima, Perú, 30 de junio de 1952) es un economista y funcionario peruano. Fue designado, el 7 de septiembre de 2006 por Alan García, para ocupar la presidencia del Banco Central de Reserva del Perú (BCRP), cargo que ejerce hasta la actualidad luego de ser ratificado por los presidentes Ollanta Humala el 18 de julio del 2011, Pedro Pablo Kuczynski el 11 de julio del 2016, y Pedro Castillo el 27 de septiembre del 2021.

## Estudios
Julio Velarde egresó como bachiller en economía de la Universidad del Pacífico en 1974. Ocupó el primer puesto de su promoción y recibió el Premio Especial Robert Maes.
Fue becado por la Comisión Fulbright y realizó un Master of Arts en Economía en la Universidad de Brown, en la cual también culminó los estudios de Doctorado (PhD) en Economía. Realizó una especialización en Economía en el Instituto Mundial de Kiel, Alemania.

## Trayectoria profesional
Ha ocupado altos cargos en el sector empresarial y público, ha publicado numerosos libros y realizado trabajos de investigación y consultoría a entidades como el Banco Interamericano de Desarrollo, el Banco Mundial, la Agencia Internacional para el Desarrollo, la Organización Internacional del Trabajo y el International Development Research Centre de Canadá, entre otros. 
Fue Gerente del Banco de Industria y Construcción (1980-1981) y Gerente Financiero del Banco Central Hipotecario (1984-1985). 
De 1983 a 1984 fue asesor del ministro de Industria Iván Rivera Flores. 
De 1988 a 1989 fue director de Estudios Económicos del Instituto Libertad y Democracia, dirigido por Hernando de Soto. 
De 1993 a 1995 fue miembro de la Comisión Antidumping y Subsidios del Instituto Nacional de Defensa de la Competencia y de la Protección de la Propiedad Intelectual (INDECOPI). 
Se ha desempeñado como Director de la Empresa Financiera EDPYME Pro Empresa (1995-2001), del Banco de Comercio (1995-1998), del Banco Financiero (1992-1995) 
En 1986 ingresó al Departamento de Economía de la Universidad del Pacífico, en el cual ha sido profesor e investigador. Se ha desempeñado como Decano de la Facultad de Economía (2003).
En 1990 fue asesor del ministro de Economía y Finanzas, Juan Carlos Hurtado Miller.
En 1999 fue designado como miembro del Consejo Consultivo del Ministerio de Economía y Finanzas por el ministro Víctor Joy Way.
De 1990 a 1992 fue director del Banco Central de Reserva del Perú, cargo en el que fue nuevamente nombrado entre 2001 y 2003.
De 2003 a 2006 ejerció la Presidencia Ejecutiva del Fondo Latinoamericano de Reservas (FLAR).
Fue Secretario del Plan del Gobierno del Partido Popular Cristiano.

## Designación al Banco Central de Reserva del Perú
El 7 de septiembre de 2006 fue designado como Presidente del Banco Central de Reserva del Perú por el presidente de la República, Alan García, por el presidente del Consejo de Ministros, Jorge del Castillo y por el ministro de Economía, Luis Carranza Ugarte. El día 26 de septiembre del mismo año fue ratificado en el cargo por la Comisión Permanente del Congreso de la República del Perú con 15 votos a favor y 6 abstenciones.
En el 2011, recibió el Premio Manuel J. Bustamante de la Fuente en área socioeconómica.
Fue nombrado por la revista The Banker como el Banquero Central del año 2015 y como Banquero Central de las Américas en 2020.
El 2 de octubre de 2021 el economista  Velarde fue ratificado como presidente del Banco Central de Reserva del Perú para cinco años durante el periodo presidencial de Pedro Castillo.
De acuerdo con el Artículo 34 de la Ley Orgánica del BCRP, el vicepresidente reemplaza, sustituye o sucede al Presidente en casos de ausencia, impedimento temporal o cese, hasta que la vacante sea cubierta (en la actualidad, el cargo de Vicepresidente es ocupado por Carlos Oliva Neyra).
Además se estima que su sueldo es de aproximadamente 41 mil 600 soles al mes, aproximadamente medio millón de soles al año. 

## Publicaciones
- Efectos de la crisis financiera internacional en la economía peruana 1997-1998: lecciones e implicaciones de política económica (2001) con Martha Rodríguez[8]
- Desarrollo socioeconómico en el mediano plazo (1999)
- Estudio sobre los créditos de consumo en el sector financiero peruano. (1998) para la Superintendencia de Banca y Seguros
- El ahorro en el Perú: determinantes e implicancias de política económica (1997) para el International Development Research Centre
- Estudio sobre el manejo de la política monetaria cambiaria en el Perú (1996) para el Banco Mundial
- Los costos del cumplimiento de la regulación estatal tributaria (1995) con Martha Rodríguez
- El programa de estabilización peruano : evaluación del período 1991-1993 (1994) con Martha Rodríguez
- Los problemas del orden y la velocidad de la liberalización de los mercados (1992) con Martha Rodríguez
- Lineamientos para un programa de estabilización de ajuste drástico (1992) con Martha Rodríguez
- El programa económico de agosto de 1990: evaluación del primer año (1992) con Martha Rodríguez
- De la desinflación a la hiperestanflación. Perú 1985-1990 (1992) con Martha Rodríguez
- Los problemas del orden y velocidad de la liberalización de los mercados (1991) con Martha Rodríguez
- Perú 1990 : estabilización y políticas monetaria y cambiaria (1990) con Martha Rodríguez y Javier Portocarrero
- Impacto macroeconómico de los gastos militares en el Perú 1960-1987 (1989) con Martha Rodríguez
- Efectos de la hiperinflación en el sector bancario (1989)
- Desarrollo rural en la Sierra del Perú: análisis y perspectivas (1988)
- Financiamiento e informalidad: mercado financiero no-organizado y financiamiento de la actividad informal (1988) con Alfredo Thorne y Armando Morales

## Reconocimientos
- Medalla por el Mérito Empresarial y a la Trayectoria en el Servicio Público de la Confiep (2024)[9]
- Mejor Banquero Central - Revista The Banker, 2022
- Banquero Central de las Américas del Año 2020 - Revista The Banker
- Mejor Banquero Central de América Latina - Revista LatinFinance, 2016
- Banquero Central del Año 2015  - Revista The Banker
- Mejor Banquero Central - Revista Global Markets, 2015
- Mejor Banquero Central - Revista Latin Finance, 2015
- Mejor Banquero Central - Global Finance, 2015
- Condecoración con el grado de Gran Oficial de la Orden de la Cámara de Comercio de Lima (2015)[10]
- Orden El Sol del Perú (2011)